# P/2019 A8 (PANSTARRS)
P/2019 A8 (PANSTARRS) — короткоперіодична комета типу комети Енке. Відкрита 11 січня 2019 року; була 21.5m на час відкриття. Абсолютна величина комети разом з комою становить 15.8m.